# Grande rivière Bostonnais
Grande rivière Bostonnais är ett vattendrag i Kanada.   Det ligger i provinsen Québec, i den sydöstra delen av landet, 300 km nordost om huvudstaden Ottawa.
I omgivningarna runt Grande rivière Bostonnais växer i huvudsak blandskog. Trakten runt Grande rivière Bostonnais är nära nog obefolkad, med mindre än två invånare per kvadratkilometer.